# Leioproctus hackeri
Leioproctus hackeri là một loài Hymenoptera trong họ Colletidae. Loài này được Cockerell mô tả khoa học năm 1918.